# Narodni park Ķemeri
Narodni park Ķemeri (latvijsko: Ķemeru nacionālais parks) je narodni park zahodno od mesta Jūrmala, Latvija. Ustanovljen je bil leta 1997 in je tretji največji narodni park v državi s površino 381,65 km². Ozemlje parka večinoma zasedajo gozdovi in močvirja, med njimi najpomembnejšie barje Veliki Ķemeri (latvijsko Lielais Ķemeru tīrelis). Obstaja tudi več jezer, ki so nekdanje lagune Litorinskega morja. Jezero Kaņieris s površino 1,995 ha je ramsarsko območje. Park ščiti tudi znamenite naravne mineralne izvire in blato, ki se že stoletja uporabljajo zaradi svoje terapevtske narave. Ob izvirih so se v 19. stoletju razvila številna letovišča, zdravilišča in sanatoriji.

## Zgodovina
Oblikovanje  barij v Latviji se je začelo v po poledenitvenem obdobju, približno pred 10.000 leti, ko je bilo podnebje toplejše in bolj vlažno. Tako je omogočalo nastanek sapropeličnega blata na dnu jezera, sestavljenega iz peščene zemlje in ostankov vodnih rastlin in živali. Sapropel je izraz, ki se v morski geologiji uporablja za opisovanje temno obarvanih usedlin, ki so bogate z organsko snovjo.
Številni tanki v drugi svetovni vojni so se potopili v močvirju zaradi globine, ki sega do dveh nadstropij.
Narodni park Ķemeri je bil ustanovljen leta 1997.

## Ekosistem
Gozdovi zavzemajo 57 % celotne površine parka. Razdrobljena mozaična porazdelitev gozdov ni značilna za ozemlje, gozdovi so razmeroma enakomerno razporejeni na celotnem območju narodnega parka z nekaj vključenimi travniki in površinami, ki niso zajete v gozd. Barja zavzemajo 24 % celotne površine narodnega parka Ķemeri. Tu najdemo vse tri vrste mokrišč – nizko, prehodno in visoko barje. Lielais Ķemeru tīrelis - barje Veliki Ķemeri - je mednarodno pomembno mokrišče. V močvirju uspeva veliko vrst rastlin, zlasti mahovi in kukavičevke. Travniki - suhi in mokri - zavzemajo 6 % ozemlja. Voda v obliki jezer, rek, žveplovih izvirov in morja zavzema 10 % ozemlja parka. Številni odtočni potoki so skozi zgodovino spremenjeni zaradi izsuševanja močvirja za kmetijstvo, vendar vode še vedno podpirajo številne redke vrste, kot so domači polži in školjke, ribe, štorklje in vidre.

### Ptice
Barje je dom številnih latvijskih vrst ptic, kot so navadni žerjav (Grus grus), močvirski martinec (Tringa glareola) in zlata prosenka (Pluvialis apricaria). Za slednji dve vrsti je visoko barje samo plemenski habitat. 

### Jagodičevje
Barje vsebuje tudi užitne divje jagode, kot so brusnice, sibirska črna mahunica (Empetrum nigrum), [[barjanska robida (Rubus chamaemorus) in borovnice.

### Barjansko rastlinstvo
Visoko barje ni bogato z raznolikostjo rastlin zaradi težkih pogojev, ki jih ustvarja barje, kot sta nizka vsebnost hranil in nizka vsebnost kisika. Tako je flora posebej prilagojena tem pogojem, kot so munec Eriophorum vaginatum, jesenska vresa Calluna vulgaris, močvirski rožmarin Ledum palustre, bela kljunka Rhynchospora alba, Andromeda polifolia, rosika Drosera, redeči bor (Pinus sylvestris) in šotni mah (Sphagnum).

## Žveplovi izviri
Narodni park Ķemeri ima veliko naravnih žveplovih vrelcev zaradi plasti iz sadre in talnih bakterij (Desulfovibrio desulfuricans), ki tvorijo plin H2S, ki se zlahka raztopi v vodi. Terapevtske mineralne vode in blato, ki jih najdemo v Ķemeriju, uporabljajo v zdraviliščih, ki so v bližini mesta Ķemeri, uporabljajo pa jih predvsem za zdravljenje prebavnega sistema in kožnih težav.

## Jezero Kanieris
Po zadnjem podaljšanju leta 2006 območje ne zajema le plitke lagune, temveč tudi edinstvene močvirne delte reke Slocene z več otoki, velikimi trstičnimi površinami in okoliškimi poplavnimi gozdovi na sosednjih območjih zahodno od jezera. Poleg plavajoče vegetacije jezera je širok mozaik velikih trstičnih površin Phragmitetum, Typhetum angustifoliae in navadna rezika (Cladietum marisci), pa tudi različni habitati na okoliških travnikih, obrežjih in poplavnih gozdovih. Na območju je več redkih, ranljivih ali ogroženih vrst ali podvrsti rastlin, na primer kukavičevka Loeselova grezovka (Liparis loeselii) in spada med najbogatejša gnezdišča ptic v Latviji. Uporablja se za rekreacijski in komercialni ribolov, medtem ko se okolica uporablja predvsem za gozdarstvo in ekstenzivno kmetijstvo. Manjše rekreacijske in turistične dejavnosti so predvsem ribolov, pa tudi izleti z ladjico in opazovanje ptic. Potencialne grožnje so onesnaževanje s fosforjem in naraščajočo evtrofikacijo, zaraščanje otoka, motnje zasebnosti v gnezditveni sezoni, pa tudi zaradi lova, in tudi širjenja prisotnosti ameriškega minka.

## Turizem
Narodni park Ķemeri ima kratke (1,4 kilometra) in dolge (3,4 kilometre) sprehajalne poti, na katerih so opazovalne ploščadi, priljubljene pri fotografih za prizore narave, sončnega vzhoda in sončnega zahoda.